# アラス共和国

アラス共和国
Araz Türk Cümhuriyyəti

アラス共和国（アゼルバイジャン語: Araz Türk Cümhuriyyəti; アルメニア語: Արաքս Հանրապետություն）は、南コーカサスに建設された短命な未承認国家。 アラクス共和国、アラクシー共和国としても知られる。現在のアゼルバイジャン領ナヒチェヴァン自治共和国の位置におおよそ一致する。名前はアラス川に基づいており、1918年12月、アゼルバイジャン民主共和国の与党であったミュサヴァト党とオスマン帝国の青年トルコ人政府の支援でジャファルグル・ハン・ナヒチェヴァンスキーによって表明された。
アラス共和国の建国はこの地域をアルメニア第一共和国に割り当てた英国の南コーカサス司令官であるジョン・オリバー・ワードロップ卿の国境提議に反応していた。この国の存在は、1919年6月中旬のアラス戦争でアルメニア第一共和国軍が侵攻し、地域統制の掌握に成功したときに消滅した。しかしながら、これをきっかけに、アゼルバイジャン民主共和国の軍がナヒチェバンに侵攻し、7月の暮れにアルメニアはこの地域での統制を失った 。